# Magistralni put 258
Die Magistralni put 258 ist eine 121 km lange Bundesstraße in Serbien. Sie führt von Leskovac bis an die Grenze nach Nordmazedonien.

## Verlauf
Die Straße beginnt nördlich von Leskovac, wo sie auch gleichzeitig eine Ausfahrt (55) mit der Autoput A1 hat. Von dort aus führt sie parallel neben der Magistralni put 158 bis in das Zentrum von Leskovac. Dort ist sie als Umgehungsstraße autobahnähnlich ausgebaut. Am südlichen Ende der Stadt trifft sie auf die Magistralni put 39. Anschließend verläuft parallel zur Autoput A1 und dem Fluss Morava. Auf der weiteren Strecke bis Vladičin Han trifft sie immer wieder auf Nebenstrecken. In Vladičin Han trifft sie auf die Magistralni put 40. Sie führt von dort südlich über Vranje und Bujanovac bis zur Grenze mit Nordmazedonien.

## Geschichte
Die Straße wurde bis Mai 2019 als Stufe Ib eingestuft und hatte den Namen Magistralni put 44. Sie diente als Verbindungsstraße der noch nicht vollendeten Autoput A1. Nach der Fertigstellung wurde sie heruntergestuft (IIa) und trägt die Nummer 258.